# Andrej Cuyvers
Andrej Cuyvers (5 mei 2001) is een Belgisch basketballer.

## Carrière
Cuyvers speelde in de jeugd bij Strombeek BBC, Basket Groot Zemst en Bavi Vilvoorde. Bij deze laatste maakte hij zijn debuut in de eerste ploeg. In 2023 verliet hij de ploeg om op dubbele licentie te spelen voor Guco Lier en Kangoeroes Mechelen. Met Mechelen maakte hij zijn debuut in de BNXT League.